# Heidrun Dittrich

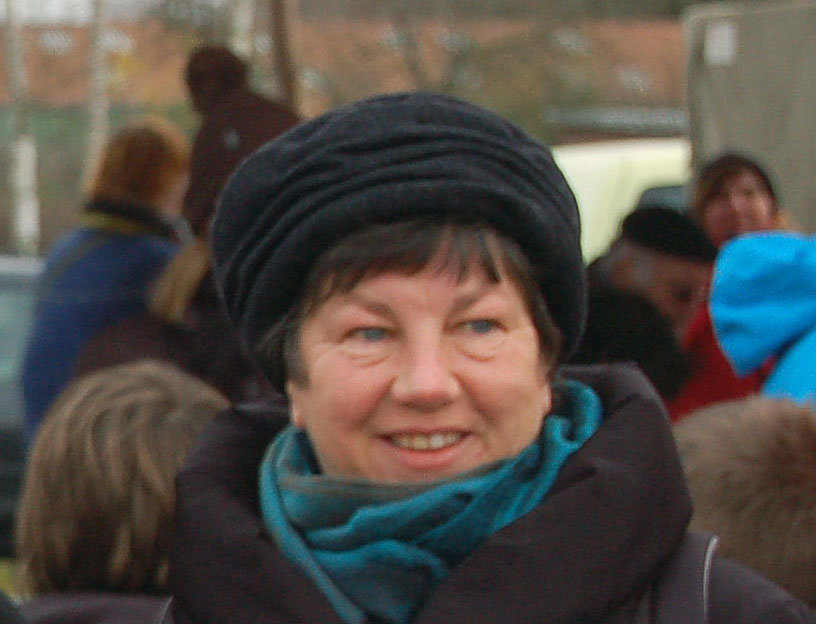
Heidrun Dittrich 2011

Heidrun Dittrich (* 23. September 1958 in Meerane) ist eine ehemalige deutsche Politikerin (Die Linke). Sie war von 2009 bis 2013 Mitglied des Deutschen Bundestages.

## Beruflicher Werdegang
Dittrich wuchs in Baden-Württemberg auf und arbeitete zunächst als Sachbearbeiterin beim Arbeitsamt. 1978 war sie eine der ersten Seminarleiterinnen im deutsch-französischen Jugendaustausch. Für die Deutsche Angestellten-Gewerkschaft (DAG) war sie zunächst ehrenamtlich auf Bezirks-, Landes- und Bundesebene tätig, später dann hauptberuflich als Landesjugendleiterin bei der DAG Baden-Württemberg seit 2001 ver.di. 1982 begann sie ein Studium der Sozialwissenschaften an der Uni Hannover, das sie mit dem Diplom abschloss. An der Fachhochschule Hannover absolvierte sie ein Zweitstudium zur Diplom-Sozialarbeiterin mit dem Schwerpunkt „Weibliche Identität im Prozess der Migration“. Im Anschluss arbeitete sie als Sozialarbeiterin an der IGS Roderbruch. Seit 1998 ist sie als Sozialarbeiterin beim Jugendamt in Hannover angestellt.

## Politik
Für die Linke kandidierte sie bei der Bundestagswahl 2009 als Direktkandidatin im Wahlkreis Stadt Hannover II. Sie erreichte 9,3 % der Erststimmen und zog über Platz 3 auf der Landesliste Niedersachsen in den Bundestag ein. Sie war ordentliches Mitglied im Ausschuss für Familie, Senioren, Frauen und Jugend. Von 2013 bis 2021 war Dittrich Mitglied der Sozialistischen Alternative (SAV). Für die Bundestagswahl 2013 wurde sie weder als Direktkandidatin in ihrem Bundestagswahlkreis Stadt Hannover II noch auf der Landesliste Niedersachsen aufgestellt. Heidrun Dittrich ist stellvertretende Vorsitzende des Hannoveraner Kreisverbands der Basisdemokratischen Partei Deutschlands.
Dittrich ist Mitglied der Antikapitalistischen Linken.